# Thomson von Biel

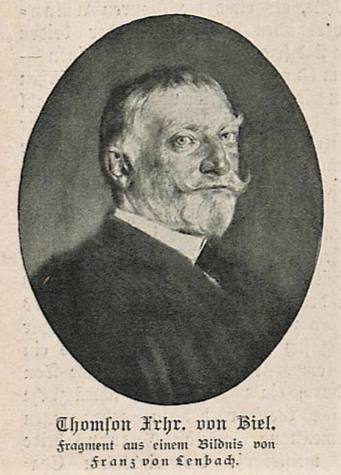
Thomson Freiherr von Biel, Ausschnitt aus einem Bildnis von Franz von Lenbach

Thomson Wilhelm Karl Andreas Freiherr von Biel (* 1. September 1827 in Zierow, Mecklenburg-Schwerin; † 10. September 1905 in Kalkhorst, Mecklenburg-Schwerin) war ein deutscher Gutsbesitzer und Mäzen.

## Leben
Thomson (Thomsy) von Biel, Spross des mecklenburgischen Adelsgeschlechts von Biel, war Sohn des Gutsherrn und Pferdezüchters Wilhelm von Biel aus dessen erster Ehe mit Sophia Powlett Thomson (* um 1795 in Waverley Abbey, England; † 10. September 1827 in Zierow). In der Jugend war er ab 1840 einige Zeit auf dem Adelsinternat der Ritterakademie am Dom Brandenburg, dort u. a. mit Hermann Ludwig von Wartensleben und Eberhard zu Solms-Sonnenwalde. Nach seinem Studium wandte er sich aus Liebhaberei der Malerei zu und nahm Privatunterricht bei dem Landschaftsmaler Albert Zimmermann in München, später in Wien. Er verkehrte in Künstlerkreisen um Carl Rahl, Constantin Hansen und anderen und war Ehrenmitglied der Münchner Künstlergenossenschaft. Am 17. Mai 1867 heiratete er in Zettemin die 1845 in Dresden geborene Ida Henriette Sophie Karoline Albertine von Heyden-Linden.
Seit 1849 war von Biel Herr auf Schloss Kalkhorst, das er ab 1853 südöstlich des Ortes Kalkhorst nach Plänen des Architekten Conrad Wilhelm Hase und des Gartenarchitekten Christian Schaumburg neu errichten ließ. 1896 beinhaltete sein Lehngut Kalckhorst 813 ha Fläche, der Gutsbetrieb umfasste auch die Unterhaltung einer Mühle und die Teilhabe an einer genossenschaftlichen Dampfmolkerei.

### Freiherr von Bielsche Stiftung für Fresko-Malerei
Zur Förderung der Freskomalerei und der Ausbildung akademischer Schüler bei der Lösung größerer monumentaler Aufgaben stiftete von Biel testamentarisch eine jährliche Summe von 3000 Mark, die für die Herstellung eines Freskos verwendet werden sollte und um die sich Privatleute als Auftraggeber eines Freskos mit dem Entwurf eines Freskanten bewerben konnten. Die Summe wurde in jedem Jahr einer der folgenden Kunstakademien zwecks Auswahl einer Bewerbung aus ihrem Gebiet zur Verfügung gestellt:
- Königliche Akademie der Bildenden Künste München (für das Gebiet des Königreichs Bayern)
- Akademische Hochschule zu Berlin (für das ostelbische Gebiet des Königreichs Preußen, für Mecklenburg sowie die Hansestädte Lübeck und Hamburg)
- Königlich Preußische Kunstakademie Düsseldorf (für das westelbische Gebiet des Königreichs Preußen sowie für die Hansestadt Bremen und das Großherzogtum Oldenburg)
- Großherzoglich Badische Kunstschule Karlsruhe (für die Gebiete des Königreich Württembergs, des Großherzogtums Baden, des Großherzogtums Hessen sowie für das Reichsland Elsaß-Lothringen)
- Kunstakademie Dresden (für das Königreich Sachsen und alle übrigen Gebiete des Deutschen Reichs).

Über diese Stiftung wurden unter anderem folgende Künstler gefördert:
- 1886: Arthur Kampf[4]
- 1891: Hugo Zieger
- 1892: Franz Hein
- 1893: Paul Herrmann
- 1894: Georg Waltenberger
- 1895: Ludwig Fahrenkrog
- 1905: Paul Perks[5]